# Pleurothallis demissa
Pleurothallis demissa är en orkidéart som beskrevs av Carlyle August Luer och Roberto Vásquez. Pleurothallis demissa ingår i släktet Pleurothallis och familjen orkidéer. Inga underarter finns listade i Catalogue of Life.